# Distrito de Hazaribagh
Hazaribagh (en hindi; हज़ारीबाग़ ज़िला) es un distrito de la India en el estado de Jharkhand. Código ISO: IN.JK.HA.
Comprende una superficie de 6 154 km².
El centro administrativo es la ciudad de Hazaribagh.

## Demografía
Según censo 2011 contaba con una población total de 1 734 005 habitantes, de los cuales 842 826 eran mujeres y 891 179 varones.

## Bloques
La siguiente lista contiene los bloques pertenecientes a Hazaribagh:
1. Barhi
2. Dadi
3. Barkatha
4. Daru
5. Bishnugarh
6. Katkamdag
7. Barkagaon
8. Katkamsandi
9. Chauparan
10. Ichak
11. Padma
12. Churchu
13. Sadar
14. Chalkusha Hazaribagh
15. Tati Jhariya